# Volkssturm
Volkssturm ((tysk): "folkestormen") var en tysk milits som blev oprettet på Adolf Hitlers ordre den 18. oktober 1944, og nedlagt ved 2. verdenskrigs slutning. Militsen var et sidste desperat forsøg på at forsvare tysk territorium mod de allierede styrker. Alle mænd mellem 16 og 60 som ikke allerede gjorde tjeneste i en anden militær enhed blev udskrevet; mod slutningen af krigen blev også yngre drenge indrulleret.
Volkssturm havde eksisteret på papiret siden ca. 1935, men det var først efteråret 1944 at Hitler beordrede Martin Bormann til at rekruttere seks millioner mænd til Tysklands hjemmeforsvar. Basisenheden var bataljonen, bestående af 642 mænd. De fleste af medlemmerne var hentet fra Hitlerjugend, eller var personer som tidligere var blevet regnet som uegnede til militærtjeneste på grund af fysiske eller psykiske defekter. Mange af dem var krigsinvalider fra 1. verdenskrig eller fra den aktuelle krig. Der blev også udskrevet mange som tidligere havde haft krigsvigtige job, som f.eks. jernbaneansatte. Efterhånden som Tysklands infrastruktur brød sammen, var det mere presserende at skaffe soldater end at opretholde disse stillinger.
Enhederne var underlagt hjemmehæren, som i slutningen af 1944 og begyndelsen af 1945 var under Heinrich Himmlers kommando. Den blev senere underlagt Karl Dönitz.
Fordi der ikke var uniformer til rådighed, havde Volkssturmsfolkene et sort armbånd med teksten "Deutscher Volkssturm – Wehrmacht" på. Dette var krævet af Haag-konvention nr. 5, så medlemmerne kunne genkendes som kombattanter. Gradstegnene bestod af et forskelligt antal sølvromber på kraven. Mange af medlemmerne havde uniformer andre steder fra, såsom Hitlerjugend-uniformer eller Reichsbahn-uniformer.
Gradshierarkiet var meget enkelt:
- Bataillonsführer (Bataljonsfører)
- Kompanieführer (Kompagnifører)
- Zugführer (Delingsfører)
- Gruppenführer (Gruppefører, må ikke forveksles med SS- eller SA-Gruppenführer)
- Volkssturmmann (Folkestormssoldat)

Medlemmerne fik en kort oplæring, som bestod af politisk indoktrinering og basisoplæring i våbenbrug. Hovedvåbnene var rifler og Panzerfaust. De aflagde efter dette ed til Hitler, og blev sendt i kamp. De skulle egentlig bruges til forsvar af deres egne distrikter, men mange blev sendt til vigtige frontafsnit.
Under slaget om Berlin blev store styrker fra Volkssturm indsat mod en tal-, udstyrs- og erfaringsmæssig overlegen sovjetisk styrke. Særligt de yngste medlemmer, som var vokset op efter NSDAPs magtovertagelse, kæmpede med fanatisk mod, og en meget høj andel faldt i kampene.
De fleste historikere er enige om at Volkssturm havde en ubetydelig effekt på krigens gang. I nogle mindre træfninger kunne de have en betydning, men de forsinkede blot Tysklands uundgåelige nederlag. I folkemunde blev det kaldt Metalsturm fordi "Er hat Silber auf dem Kopf, Gold im Mund und Blei in den Knochen" (Han [medlemmet] har sølv i håret, guld i munden og bly i lemmerne).